# Sanctuaire du Sacré-Cœur-de-Jésus de San José
Pour les articles homonymes, voir sanctuaire du Sacré-Cœur-de-Jésus.
Le sanctuaire du Sacré-Cœur-de-Jésus est une église située dans le barrio de Francisco Peralta à San José au Costa Rica, que l’Église catholique rattache à l’archidiocèse de San José de Costa Rica en tant qu’église paroissiale dans le vicariat Saint-Joseph. La Conférence épiscopale du Costa Rica l’a déclaré sanctuaire national en février 2007.